# Paecilaema sexlineatum
Paecilaema sexlineatum is een hooiwagen uit de familie Cosmetidae.